# Pepeljasta mišjakinja
Pepeljasta mišjakinja (lat. Urocolius macrourus) nastanjuje subsaharske predjele na sjeveru do jugozapadne Tanzanije na jugu. Endem je subsaharske Afrike, ali nije ugrožena vrsta. Ima sedam podvrsta. Postoji dosta poštanskih markica s likom ove ptice.

## Opis
Perje joj je sivkaste boje, sa svijetloplavom pjegom iza glave. Jako je društvena. U jatima se nalazi i do 30 ptica koje se po noću stišću zajedno. Mogu okretati dva vanjska prsta po želji: dva naprijed a dva nazad, tri naprijed a jedan nazad ili sva četiri naprijed. Noge mogu jako razmaknuti, pa ih se često viđa kako stoje s jednom nogom na jednoj, a drugom na drugoj grani. Duge su 32-39,8 cm uključujući i rep. Teške su 34-62 grama. Rep im je tanak i dug, a u mužjaka je veći nego u ženki.

## Ponašanje
Pepeljasta mišjakinja je vrlo društvena ptica koja živi u skupinama od 20-30 jedinki, koje se zajedno čiste, hrane i razmnožavaju. Uglavnom se hrani zelenim listovima koje polako probavlja, a osim toga uzima i voće, sjemenje i kukce.

## Razmnožavanje
Gnijezdo je neuredno, oblika šalice. Napravljeno je od biljnog materijala i ispunjeno lišćem. Jaja su bijele boje, a imaju crvenkastosmeđe točkice. Obično dva do četiri jajeta, koja inkubiraju oba spola 12-14 dana. Mladi se brzo razvijaju, počinju letjeti sa 16-18 dana.

## Vanjske poveznice
|  | Zajednički poslužitelj ima stranicu o temi Urocolius macrourus    |
|  | Zajednički poslužitelj ima još gradiva o temi Urocolius macrourus |
|  | Wikivrste imaju podatke o taksonu Urocolius macrourus             |